# 福建省安溪铭选中学
福建省安溪铭选中学位于福建省泉州市安溪县，是华侨钟铭选之子钟江海于1991年所办。校名取钟铭选之名，以示对其敬意。

## 校训
“勤毅嚴新”：即“勤奮”，“堅毅”，“嚴謹”，“創新”。（舊稱“勤毅活新”，“活”即為“活潑”。）

## 榮譽
該校被中國人民解放軍南京軍區授予「空飛招生先進單位」。（2007年至2015年，該校為解放軍空軍培養眾多優秀人才，其中有一人在遼寧號航母上駕駛殲-15戰機。）
該校于2015年與福建省安溪第八中学同時被正式評為福建省教育局評為「一級達標中學」。